# Rhododendron redowskianum
Rhododendron redowskianum är en ljungväxtart som beskrevs av Carl Maximowicz. Rhododendron redowskianum ingår i släktet rododendron, och familjen ljungväxter. Inga underarter finns listade i Catalogue of Life.